# Neozygites microlophii
Neozygites microlophii är en svampart som beskrevs av S. Keller 1994. Neozygites microlophii ingår i släktet Neozygites och familjen Neozygitaceae.   Inga underarter finns listade i Catalogue of Life.